# 新堂洞
新堂洞（：／ Sindang dong */?），是位于韩国首尔中区的一个行政洞，位于中区東北部。

## 概況
新堂洞的名稱來源於李氏朝鮮時期該地區內的一個名為新堂村的村莊。本洞東面與黃鶴洞、新堂第5洞和東化洞相接，西面與光熙洞、南面與茶山洞、西南面與獎忠洞相接。該區域擁有較大的購物區，韓國小吃辣炒年糕的店鋪主要也在此區域居多。

## 歷史
- 1955年4月18日，根據行政洞區劃的實施要求，新堂洞成立[3]。
- 1966年7月6日，將興仁洞和舞鶴洞劃入本洞管轄[4]。
- 1970年5月18日，興仁洞和舞鶴洞的管理處地址變更[5]。
- 1975年10月1日，因該區域人口持續增長，本洞由城東區劃歸至中区，並改名為新堂第1洞[6][7]。
- 2013年7月20日，本洞經過行政區劃重組，變更為現在名稱[8]。

## 下轄法定洞
因2013年7月20日行政區劃大規模調整，下面一並列出調整前後的管轄情況。

### 當前行政區劃
| 法定洞    | 所屬行政洞 |
| --------- | ---------- |
| 興仁洞    | 新堂洞     |
| 舞鶴洞    | 新堂洞     |
| 新堂洞    | 新堂洞     |
| 茶山洞    |            |
| 藥水洞    |            |
| 青丘洞    |            |
| 新堂第5洞 |            |
| 東化洞    |            |

### 過去行政區劃（2012年）
| 法定洞    | 所屬行政洞 |
| --------- | ---------- |
| 兴仁洞    | 新堂第1洞  |
| 舞鶴洞    | 新堂第1洞  |
| 新堂洞    | 新堂第1洞  |
| 新堂第2洞 |            |
| 新堂第3洞 |            |
| 新堂第4洞 |            |
| 新堂第5洞 |            |
| 新堂第6洞 |            |

## 交通
- 新堂站
- 青丘站

## 建築
- 首爾光熙初等學校
- 漢陽中學
- 漢陽工業高等學校
- 城東全球經營高等學校
- 城東工業高等學校